# Rita Todorova
Rita Todorova –en búlgaro, Рита Тодорова– (18 de agosto de 1958) es una deportista búlgara que compitió en remo.
Participó en dos Juegos Olímpicos de Verano en los años 1980 y 1988, obteniendo una medalla de plata en Moscú 1980 en la prueba de cuatro con timonel.

## Palmarés internacional
| Juegos Olímpicos | Juegos Olímpicos | Juegos Olímpicos | Juegos Olímpicos   |
| Año              | Lugar            | Medalla          | Prueba             |
| ---------------- | ---------------- | ---------------- | ------------------ |
| 1980             | Moscú (URSS)     | Medalla de plata | Cuatro con timonel |